# Френдзона (гурт)
«Френдзона» — російський поп-рок-гурт.
12 квітня 2018 року вийшов перший трек «Бойчик». Разом з треком група анонсувала альбом «Флирт на вписке», який був випущений вже 26 квітня 2018 року. Пізніше, менше ніж через 3 місяці 21 липня 2018 року гурт випускає кліп на пісню «Бойчик» який став дуже успішним, і приніс велику частину популярності своїм виконавцям.
Пісні та кліпи групи транслюються в ефірі музичних телеканалів (ПРО2ТВ, MTV Росія) і радіостанцій (Жара FM, Країна FM).

## Склад групи
У групі є три вигаданих персонажі:
- Мейклав (Гліб Лисенко) — персонаж в картатому чорно-білому одязі, що приховує обличчя за маскою, Ледве помітний забитий одинак.
- Крокі Бой (Володимир Галат) — використовує образ хулігана, який любить кататися на скейті, а також палити. Раніше був використаний образ «крокодила».
- Мейбі Бейбі (Вікторія Лисюк) — новенька у класі дівчинка з блакитними волоссям, яка любить співати про все на світі.

Колишні учасники:
- Валера Діджейкін — діджей (участь в групі 2018—2019)

## Історія

### 2017—2018 годː Формування гурту, дебютний альбом і скасування концертів
До 2018 року Володимир Галат кілька років займався репом під псевдонімом Galat, брав участь у баттлах, записував пісні. Мейклав до кар'єри в групі вже займався музикою, в гімназії у нього була своя рок-група з трьох осіб, вони грали на святах.
Галат і Мейклав познайомилися в інтернеті, пізніше записали перший міні-альбом «Флирт на вписке». Пізніше Галат покликав до свого гурту Мейбі Бейбі і Діджея Валеру

Інтерв'ю з Афіші :
Крокібой: Ми сиділи, по інтернету спілкувалися з Мейком, і буквально через годину після того, як записали демку, вирішили: «Все, робимо альбом».
Афіша : Це коли було приблизно?
Мейклав: Кінець серпня 2017 року. Перший альбом в цілому близько півроку робився.
26 квітня 2018 року вийшов дебютний альбом «Флирт на вписке»,  після чого лейбл Rhymes Music пропонував групі допомогу в дистрибуції . Трохи пізніше з'явився сингл «Последний экзамен».
У червні 2018 року вийшов перший кліп групи на пісню «Бойчик»
Восени у групи з'являється сингл «В старшей школе».
1 грудня група випустила кліп на пісню «Девственница»

Наприкінці 2018 року у гурту, як і в ряді інших російських виконавців, почалися проблеми зі скасуванням концертів в містах Росії. Після заборони концерту в Нижньому Новгороді, гурт заявив про скасування наступних концертів.
Афіша: У підсумку ви встали — через концерти, власне, точніше, через те, що їх скасовували, в один ряд з Хаскі і Ic3peak, хоча, наскільки я розумію, ви не особливо в нашу суспільно-політичне життя залучені. Крокібой: Мені здається, тут варто приділити увагу тому, що Хаскі і Ic3peak отримують деяке задоволення від уваги, а ми — навпаки. Ми незадоволені тим, що на нас звалилося все це, і ми тільки страждали від цього.
Перед наступним туром група добровільно віддала тексти своїх треків на експертизу і змінили тексти. Після цього сольні треки Мейбі Бейбі «Бутылочка» та «Любимая школа» перестали виконуватися на концертах групи

### 2019—2020 рокиː Кліп на пісню «Последний Экзамен», відхід Валери Діджейкіна, другий альбом «Не Розлей Вода»
У травні 2019 року творчістю групи зацікавилася московська влада. Чиновники виступили з різкою критикою колективу. Департамент праці направив лист в органи соцзахисту і муніципалітети, в якому рекомендував опікунам, піклувальникам і прийомним батькам попередити дітей про шкоду творчості групи, бо їхні пісні та кліпи здійснюють негативний вплив на дітей і спонукають їх до дій, що загрожують їх життю та здоров'ю. Так само було повідомлення про те, що правоохоронні органи мають намір заборонити концерти групи в Москві і видалити їх пісні та кліпи з загального доступу. Ініціатором даного звернення стала Тетяна Потяєва — московський уповноважений з прав людини, яка отримала колективний лист від батьків дітей, що ходили на концерти «Френдзони».
25 травня 2019 року група випустила кліп на пісню «Последний Экзамен»
У жовтні-листопаді 2019 року група проанонсувала тур «Прощальная дискотека».
1 листопада 2019 року в рамках зарубіжного проєкту «VICE Investigates» вийшла серія «Russia's War on Hip-Hop», в якій група взяла участь
26 лютого 2020 року група випустила новий трек під назвою «Рок-н-ролла» 6 березня 2020 року на пісню вийшов кліп
У січні 2020 року учасник Валера Діджейкін залишив гурт «ФРЕНДЗОНА».
24 березня 2020 року гурт випустив новий трек «Кокоро».
17 квітня 2020 року у гурту «Френдзона» вийшов новий альбом «Не Розлей Вода». До нього увійшли 11 пісень, дві які вже були випущені «Кокоро» і «Рок-н-ролла». Музиканти гурту стверджували, що їх нова робота стала більш дорослою і осмисленою. У роботу також увійшов фит з Дорою — «Неидеальные люди». Пізніше вийшов кліп на пісню «Кокоро»
Трек «Секрет» з альбому став головним саундтреком однойменного шоу на ТНТ.
11 серпня 2020 року гурт брав участь у Youtube-шоу «Студія 69», виконавши кавер на пісню Шури «Ты не верь слезам».

## Дискографія

### Студійні альбоми
- «Флирт на вписке» (2018)
- «Не Разлей Вода» (2020)

#### Сингли
- «Бойчик» (2018)
- «Последний Экзамен» (2018)
- «В старшей школе» (2018)
- «Рок-н-ролла» (2020)
- «Кокоро» (2020)
- «Поиграем» (2021)
- «Молодость» (2021)

### Гостьова участь
- Мейбі Бейбі — «Рано взрослеть» (2018)
- Мэйклав — «Самой клёвой девчонки» (2019), «Сказка» (2021)

## Чарти

#### Чарти пісні «Бойчик»
| Чарт (2020)           | Вища позиція | джерело |
| --------------------- | ------------ | ------- |
| Росія (YouTube Music) | 25           | [ 29 ]  |
| Росія (TopHit)        | 50           | [ 30 ]  |

#### Чарти пісні «Девственница»
| Чарт (2020)           | Вища позиція | джерело |
| --------------------- | ------------ | ------- |
| Росія (YouTube Music) | 3            | [ 31 ]  |

#### Чарти пісні «В старшей школе»
| Чарт (2020)           | Вища позиція | джерело |
| --------------------- | ------------ | ------- |
| Росія (YouTube Music) | 80           | [ 32 ]  |

#### Чарти пісні «Последний Экзамен»
| Чарт (2020)           | Вища позиція | джерело |
| --------------------- | ------------ | ------- |
| Росія (YouTube Music) | 13           | [ 33 ]  |
| Росія (TopHit)        | 79           | [ 34 ]  |

#### Чарти пісні «Рок-н-ролла»
| Чарт (2020)           | Вища позиція | джерело |
| --------------------- | ------------ | ------- |
| Росія (YouTube Music) | 3            | [ 35 ]  |

#### Чарт пісні «Кокоро»
| Чарт (2020)           | Вища позиція | джерело |
| --------------------- | ------------ | ------- |
| Росія (YouTube Music) | 3            | [ 36 ]  |

## Сертифікації
1 травня 2019 року дебютний альбом «Флирт на вписке» отримав золоту сертифікацію
30 липня 2020 року другий студійний альбом «Не Розлей Вода» отримав золоту сертифікацію

### Рецензії
- Из чего сделана группа «Френдзона» и станет ли она явлением в русской музыке Афиша
- Рецензия: «Френдзона» — «Флирт на вписке», Рецензия: Мэйби Бэйби — «Только если в щёчку» Алексей Мажаев, InterMedia

### Новини
- «У нас навіть мату немає». Як в Ярославлі зірвали концерт «Френдзони» BBC
- У Сибіру скасували два концерти гурту «Френдзона» Медуза
- Група «Френдзона» заявила про скасування концерту в Ярославлі Interfax

### Відео
- Теперь официально: Galat — участник группы Френдзона. Он снялся в ее новом клипе The Flow
- Френдзона «Девственница» The Flow
- Френдзона «Бойчик» The Flow